# Gabrielle Lopes Benites
Pour les articles homonymes, voir Lopes et Benites.
Gabrielle Lopes Benites, née le 25 avril 1994 à Soisy-sous-Montmorency est une scénariste française. 
Elle a été actrice de 2003 à 2011. 
Après une carrière d'orthophoniste, elle intègre en 2022 la formation Nouvelles Ecritures pour devenir scénariste.

## Filmographie

### Cinéma
- 2003 : 7 ans de mariage, de Didier Bourdon : Camille
- 2005 : Les Mots bleus, de Alain Corneau : la fille de Murielle
- 2005 : Le Démon de midi, de Marie-Pascale Osterrieth : Anne enfant
- 2006 : Comme t'y es belle !, de Lisa Azuelos : Émilie
- 2006 : Monsieur Joseph, de Olivier Langlois : Zoé
- 2007 : Persepolis, de Vincent Paronnaud : Marjane enfant (voix)

### Télévision
- 2007 : PJ (TV - Saison 19) : Anna Fillon
- 2011 : Famille d'accueil (Saison 10, épisode 7) : Sandy